# João Alexandre Lopes Galvão
João Alexandre Lopes Galvão, igualmente conhecido como Coronel Lopes Galvão ComIC (Orca, Fundão, 14 de fevereiro de 1874 — Anjos, Lisboa, 22 de Agosto de 1951), foi um militar, engenheiro, e ferroviário português.

## Biografia

### Vida pessoal e educação
Nasceu na Freguesia de Orca, no Fundão, a 14 de fevereiro de 1874, tendo sido batizado inicialmente em casa e só posteriormente na igreja, por estar em perigo de vida a seguir ao nascimento. Era filho do comerciante António Lopes Galvão, natural de Idanha-a-Nova (freguesia de Zebreira), e de Ana Luísa Gonçalves Galvão, doméstica, natural de Orca.
Partiu ainda muito novo para o Ultramar Português.
Formou-se em engenharia militar, civil e de minas, e em Filosofia pela Faculdade de Ciências da Universidade de Coimbra.
A 11 de fevereiro de 1919, casou na igreja de São Domingos (paróquia de Santa Justa e Rufina), em Lisboa, com Amália Lívia Barata Galvão (São Paulo, Lisboa, c. 1882), doméstica, filha de Tito Lívio Barata, natural de Lisboa (freguesia de Santa Catarina), e de Amélia de Oliveira Cardoso dos Santos Barata, natural de Guimarães (freguesia de Santa Maria).

### Carreia profissional e militar
Combateu na Primeira Guerra Mundial, tendo comandado as operações de engenharia na expedição do general Sousa Rosa ao Niassa; também dirigiu, em 1919, o Batalhão de Telegrafistas, o Regimento de Telegrafistas, em 1930, e foi subinspector do serviço militar dos caminhos de ferro, entre 1920 e 1926, segundo comandante da Escola Prática de Engenharia, nos anos de 1925 e 1926, e presidente do Segundo Tribunal de Guerra.
Em Angola e Moçambique, exerceu como inspector de obras públicas, e administrador-geral dos Serviços Hidráulicos e Eléctricos, tendo-se destacado por ter conduzido, em 1905, a construção dos Caminhos de Ferro de Suazilândia e Lourenço Marques. Celebrizou-se igualmente por ter contribuído significativamente para o progresso da cidade de Lourenço Marques, ao ter dirigido as obras de reconstrução do porto, a construção de uma doca seca, e a instalação da Praia e do Hotel da Polana, que vieram desenvolver as actividades turísticas naquela região; também implementou o primeiro bairro económico, fundou o Grémio Náutico, restaurou o Jardim Público, e construiu o colector da Avenida Aguiar, para prevenir as inundações que se faziam sentir periodicamente na Avenida D. Carlos.
Em Angola, dirigiu a construção do caminho de ferro marginal e do cais de cabotagem de Luanda, e ligou, em 1915, a Ilha de Luanda ao continente, o que impulsionou a sua utilização como estância turística e balnear; no mesmo ano, produziu os ante-projectos dos Portos de Luanda e Moçâmedes, e iniciou uma análise à rede rodoviária naquela província. Juntou a gestão portuária e ferroviária de Angola numa só instituição, e organizou o respectivo conselho de administração. Estudou igualmente a instalação de um caminho de ferro de cremalheira entre a cidade de Lubango e a Serra da Chela.
Foi membro dos Institutos Colonial e de Coimbra, sócio das Reais Sociedades de Geografia de Madrid e da Suécia, colaborou no Conselho Superior de Obras Públicas, e colaborou, como especialista em assuntos coloniais, na Sociedade de Geografia de Lisboa, primeiro como vice-presidente, e depois como secretário perpétuo. Foi presidente da Junta Mista, que foi responsável por regular as divergências surgidas após a convenção de 1909, entre Moçambique e o Transvaal, e dirigiu várias comissões para os estudos de vários grandes empreendimentos em Portugal, incluindo o Porto de Lisboa, a Ponte sobre o Rio Tejo, o abastecimento de água à cidade de Lisboa, e vários matadouros, mercados e passagens de nível. Presidiu igualmente à Comissão dos Portos de Pesca, do Tribunal Permanente de Arbitragem dos Caminhos de Ferro, e foi o autor das leis dos aproveitamentos hidráulicos, publicados em 1926, e dos regulamentos das Juntas Autónomas dos Portos.
Colaborou com a Gazeta dos Caminhos de Ferro, durante cerca de vinte anos, tendo ascendido à posição de Vogal no Conselho Directivo daquela publicação. Ocupou esta função até ao seu falecimento. Também colaborou na revista Portugal Colonial (1931-1937).

### Falecimento
Faleceu na sua residência, na Rua Maria da Fonte, n.º 27, 1.º esquerdo, freguesia dos Anjos, em Lisboa, em 22 de Agosto de 1951, aos 77 anos, vítima de esclerose lateral amiotrófica. O corpo foi transladado, inicialmente, para a Igreja dos Anjos, em Lisboa, aonde se rezou a Missa do Corpo Presente, e depois para a Sala Portugal da Sociedade de Geografia de Lisboa, aonde foi homenageado, tendo a urna sido coberta com a bandeira daquela organização. Foi sepultado no Cemitério dos Prazeres.

### Condecorações e homenagens
Detinha o grau de Ilustríssimo Senhor Comendador com Placa da Ordem do Mérito Civil de Espanha a 29 de Janeiro de 1930.
Foi feito Comendador da Ordem do Império Colonial a 24 de Maio de 1945.
Em 1953, um grupo de antigos amigos e admiradores organizou uma romagem à sua campa, por ocasião do segundo aniversário do seu falecimento.